# Роніни Ако

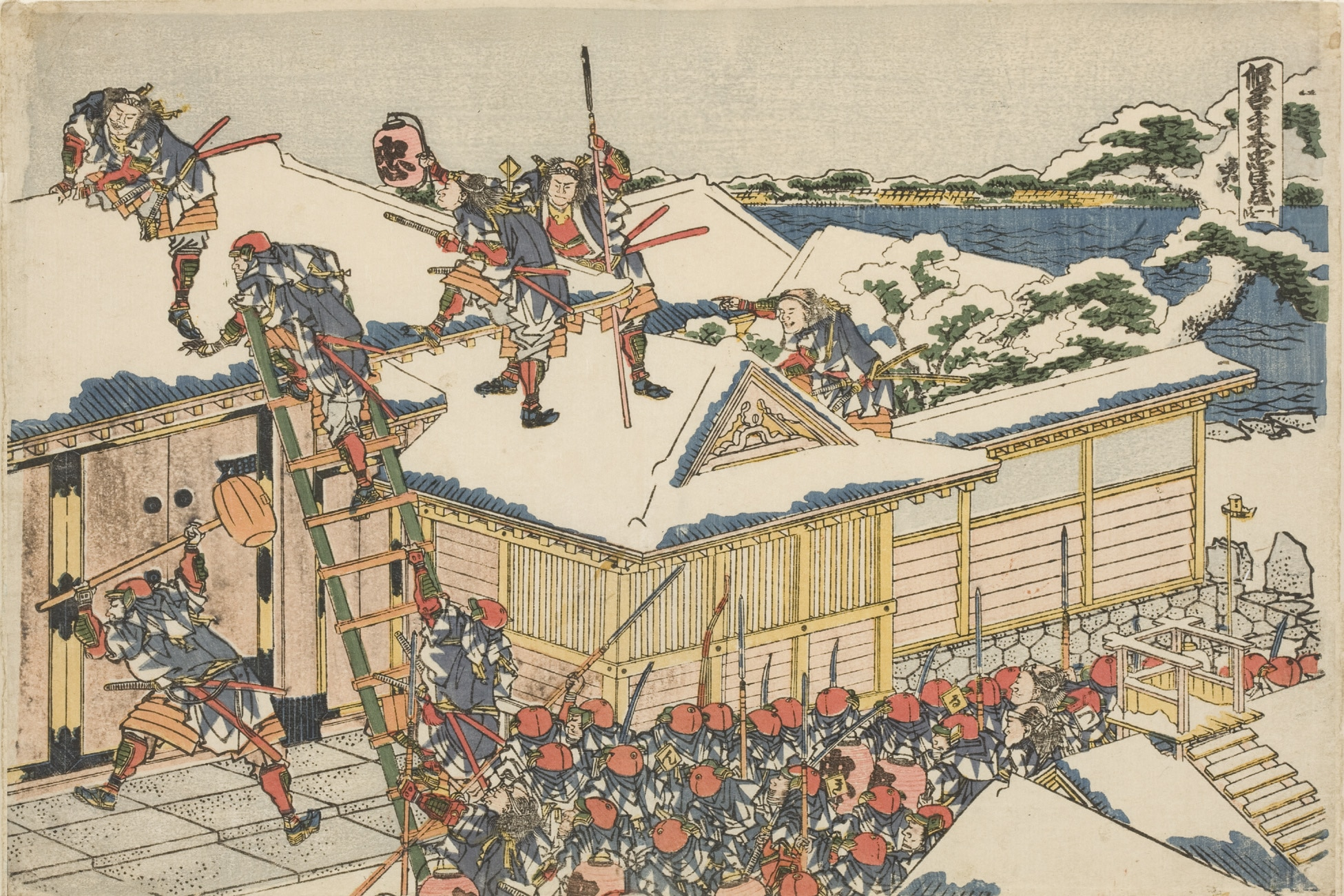
47 ронінів атакують садибу Кіри Йосінаки (укійо-е Кацусіки Хокусая)

35°38′15″ пн. ш. 139°44′10″ сх. д. / 35.637528° пн. ш. 139.736238° сх. д.
Роніни Ако́ (яп. 赤穂浪士, あこうろうし) — 47 самураїв-ронінів, колишніх васалів хана Ако́, які у січні 1703 року помстилися Кірі Йосінаці за свого сюзерена Асано Наґанорі.

## Короткі відомості
У 1701 році володар Ако-хана, Асано Наґанорі, був відповідальним за прийняття імператорських послів у сьоґунському замку Едо. Його недруг, Кіра Йосінака, рід якого здавна виконував обов'язки посередника між сьоґунатом і монаршим двором, навмисно образив Наґанорі. Останній, розлютившись поранив кривдника, але тим самим порушив табу на оголення меча і двобої у замку найвищого самурайського правителя Японії. Наґанорі покарали вчиненням ритуального самогубства — сеппуку, а його Ако-хан конфіскувала центральна влада.
Колишні васали цього хана, які втратили свого сюзерена та землі, терпеливо зносили покарання від влади. Очолювані старійшиною Оісі Йосітакою, вони таємно виношували план помсти. Вдосвіта, 14 грудня 1702 47 месників  вторглися до садиби Кіри Йосінаки і здобули його голову. Влада схопила їх і змусила усіх вчинити сеппуку за порушення законів країни. Помилуваний був лише один, Терасака Кітіемон, самурай рангу рядового піхотинця асіґару.

## У мистецтві
У сучасній Японії 47 самураїв з Ако-хана вважаються взірцем відданості і вірності. Їх вшановують як національних героїв.

### Театральне мистецтво
Тема помсти 47 ронінів набула популярності у японському мистецтві. На її основі були складені вистави театрів дзюрурі і кабукі, які отримали назву Тюсінґура — «Комора вірних васалів».

### Образотворче мистецтво
Сюжет «Сорока семи ронінів» став популярним серед японських художників, які працювали у техніці гравюри на дереві. Серед них були такі відомі майстри, як Утамаро, Тойокуні, Хокусай, Кунісада і УХіросіґе. Найпопулярнішою визнано серію робіт Кунійосі.

### Кінематограф
- «Тюсінгура» (Chûshingura) - Японія, 1916 рік.
- «Тюсінгура: Правдива історія« (Chushingura: The Truth) - Японія, 1928 р., режисер Седзо Макіно.
- «Chûshingura: Kôhen» - Японія, 1939 рік, режисер Кадзіро Ямамото
- «Вірність в епоху Генроку» / «47 ронінів» (Genroku Chushingura) - Японія, 1941 р., режисер Кендзі Мідзогуті.
- «Dai Chûshingura» - Японія, 1957 р., режисер Тацуясу Осоне.
- «47 Вірних ронінів» (Chûshingura) - Японія, 1958 р., режисер Куніо Ватанабе.
- «47 Ронінів» / «Сорок сім вірних васалів епохи Генроку» (Chushingura — Hana no maki yuki no maki) - Японія, 1962 р., режисер Інаґакі Хіроші.
- «Падіння замку Ако» (Ako-Jo danzetsu) - Японія, 1978 р., режисер Кіндзі Фукасаку.
- «47 ронінів» (Shijûshichinin no shikaku) - Японія, 1994 р., режисер Кон Ітікава.
- «Ронін» (Ronin) - США, 1998 р., режисер Джон Франкенгаймер; згадуються.
- «Сорок сім ронінів» (Chushingura 1/47) - Японія, 2001 р., режисер Сюнсаку Каваке.
- «47 Ронін» (47 Ronin) — США, 2013 р., режисер Карл Ерік Рінш.
- «Останні лицарі» (Last Knights) – США/Чехія, 2015 р., режисер Кірія Кадзуакі.
- «Клинок 47 ронінів» (2022) – США, 2022 р., режисер Рон Юань.